# Kim Turner
Kimberly »Kim« Turner-McKenzie, francoska atletinja, * 21. marec 1961, Birmingham, Alabama, ZDA.
Nastopila je na poletnih olimpijskih igrah leta 1984 ter osvojila bronasto medaljo v teku na 100 m z ovirami, ki si jo je delila z Michèle Chardonnet. Na panameriških igrah je osvojila srebrno medaljo v isti disciplini leta 1983.